# Липице (род биљака)
Род од око двеста дрвенастих или зељастих врста, углавном тропских и суптропских области. Гајене врсте су углавном зељасте, готово све пореклом из Централне и Јужне Америке, са лепим цветовима који се појединачно формирају у пазуху листова или у малим метлицама. Као што је уобичајено у породици Malvaceae, бројни прашници су срасли у цевчицу која окружује тучак; плодник има неколико окаца, а стубић је подељен на онолико кракова колико има окаца; чашица може да буде цеваста и само кратко петорежњевита или подељена од основе на пет сегмената; круничних листића пет. Плод је сув и дели се на сегменте (шизокарпе), од којих се сваки отвара да би ослободио неколико семенa.

## Етимологија
Назив рода по неким ауторима потиче од кованице арапске речи أبو (абу) отац и персијског назива за слез پنیرک (тула).; по другима од латинског а = не, без, bus = бик и tilos = дијареја, јер се биљка давала стоци против дијареје; или од арапског اوبوطيلون (авбутилун), што је назив за ову биљку?

## Врсте[3]
- Abutilon abutiloides (Jacq.) Garcke ex Hochr.
- Abutilon affine (Spreng.) G.Don
- Abutilon agnesiae Borzí
- Abutilon alii Abedin
- Abutilon amoenum K.Schum.
- Abutilon amplum Benth.
- Abutilon andrewsianum W.Fitzg.
- Abutilon andrieuxii Hemsl.
- Abutilon anglosomaliae Cufod. ex Thulin
- Abutilon angulatum (Guill. et Perr.) Mast.
- Abutilon anodoides A.St.-Hil. et Naudin
- Abutilon appendiculatum K.Schum.
- Abutilon arenarium C.T.White
- Abutilon arequipense Ulbr.
- Abutilon aristulosum K.Schum.
- Abutilon asperifolium Ulbr.
- Abutilon atropurpureum (Blume) G.Don
- Abutilon auritum (Wall. ex Link) Sweet
- Abutilon australe C.Presl ex Garcke
- Abutilon austroafricanum Hochr.
- Abutilon badium S.A.Husain et Baquar
- Abutilon balansae Hassl.
- Abutilon bastardioides Baker f. ex Rose
- Abutilon bedfordianum (Hook.) A.St.-Hil.
- Abutilon benadirense Mattei
- Abutilon benedictum Bunbury
- Abutilon berlandieri A.Gray
- Abutilon bidentatum Hochst. ex A.Rich.
- Abutilon blepharocarpum Mattei
- Abutilon bracteosum  Fryxell
- Abutilon braunii Baker f.
- Abutilon brenesii Standl.
- Abutilon bridgesii Baker f.
- Abutilon buchii Urb.
- Abutilon burandtii Fryxell
- Abutilon bussei Gürke ex Ulbr.
- Abutilon cabrae De Wild. et T.Durand
- Abutilon californicum Benth.
- Abutilon calliphyllum Domin
- Abutilon carinatum Krapov.
- Abutilon coahuilae Kearney
- Abutilon commutatum K.Schum.
- Abutilon cryptopetalum (F.Muell.) Benth.
- Abutilon cuspidatum  Pittier
- Abutilon cyclonervosum Hochr.
- Abutilon darwinii Hook.f.
- Abutilon densivillosum Mattei
- Abutilon dinteri Ulbr.
- Abutilon dispermum (Hochr.) Fryxell
- Abutilon divaricatum Turcz.
- Abutilon dugesii S.Watson
- Abutilon durandoi Mattei
- Abutilon eetveldeanum De Wild. et T.Durand
- Abutilon eggelingii Verdc.
- Abutilon elegans A.St.-Hil.
- Abutilon endlichii Ulbr.
- Abutilon englerianum Ulbr.
- Abutilon eremitopetalum Caum
- Abutilon erythraeum Mattei
- Abutilon eufigarii Chiov.
- Abutilon exonemum F.Muell.
- Abutilon falcatum A.St.-Hil. et Naudin
- Abutilon flanaganii A.Meeuse
- Abutilon fluviatile (Vell.) K.Schum.
- Abutilon fraseri (Hook.) Walp.
- Abutilon fruticosum Guill. et Perr.
- Abutilon fugax Domin
- Abutilon fuscicalyx Ulbr.
- Abutilon galpinii A.Meeuse
- Abutilon gebauerianum Hand.-Mazz.
- Abutilon geminiflorum Kunth
- Abutilon geranioides (DC.) Benth.
- Abutilon ghafoorianum Abedin
- Abutilon giganteum (Jacq.) Sweet
- Abutilon glabriflorum Hochr.
- Abutilon glaziovii K.Schum.
- Abutilon grandidentatum Fryxell
- Abutilon grandifolium (Willd.) Sweet
- Abutilon grantii A.Meeuse
- Abutilon greveanum (Baill.) Hochr.
- Abutilon haenkeanum C.Presl
- Abutilon haitiense Urb.
- Abutilon halophilum F.Muell. ex Schltdl.
- Abutilon hannii Baker f.
- Abutilon herzogianum R.E.Fr.
- Abutilon heterochros Krapov.
- Abutilon hirsutum (Vell.) K.Schum.
- Abutilon hirtum (Lam.) Sweet
- Abutilon hulseanum (Torr. et A.Gray) Torr. ex A.Gray
- Abutilon hypoleucum A.Gray
- Abutilon ibarrense Kunth
- Abutilon inaequale (Link et Otto) K.Schum.
- Abutilon inaequilaterum A.St.-Hil.
- Abutilon incanum (Link) Sweet
- Abutilon inclusum Urb.
- Abutilon indicum (L.) Sweet
- Abutilon insigne Planch.
- Abutilon itatiaiae R.E.Fr.
- Abutilon jaliscanum Standl.
- Abutilon jujuyense Hassl.
- Abutilon julianae Endl.
- Abutilon karachianum S.A.Husain et Baquar
- Abutilon latipetalum G.L.Esteves et Krapov.
- Abutilon lauraster Hochr.
- Abutilon leonardii Urb.
- Abutilon lepidum (F.Muell.) A.S.Mitch.
- Abutilon leucopetalum (F.Muell.) Benth.
- Abutilon lineatum (Vell.) K.Schum.
- Abutilon listeri Baker f.
- Abutilon lobulatum Domin
- Abutilon longicuspe Hochst. ex A.Rich.
- Abutilon longifolium K.Schum.
- Abutilon longilobum F.Muell.
- Abutilon macrocarpum Guill. et Perr.
- Abutilon macropodum Guill. et Perr.
- Abutilon macrum F.Muell.
- Abutilon macvaughii Fryxell
- Abutilon malachroides A.St.-Hil. et Naudin
- Abutilon malacum S.Watson
- Abutilon malirianum S.A.Husain et Baquar
- Abutilon malmeanum R.E.Fr.
- Abutilon malviflorum Lem. ex Lesc.
- Abutilon mangarevicum Fosberg
- Abutilon mauritianum (Jacq.) Medik.
- Abutilon megapotamicum (A.Spreng.) A.St.-Hil. et Naudin
- Abutilon mendoncae Baker f.
- Abutilon menziesii Seem.
- Abutilon mexiae R.E.Fr.
- Abutilon micropetalum Benth.
- Abutilon minarum K.Schum.
- Abutilon mitchellii Benth.
- Abutilon mollissimum (Cav.) Sweet
- Abutilon montanum A.St.-Hil.
- Abutilon monteiroi Krapov.
- Abutilon mouraei K.Schum.
- Abutilon mucronatum J.E.Fryxell
- Abutilon muelleri-fridericii Garcke et K.Schum.
- Abutilon multiflorum R.E.Fr.
- Abutilon neelgherrense Munro
- Abutilon nigricans G.L.Esteves et Krapov.
- Abutilon niveum Griseb.
- Abutilon nobile Domin
- Abutilon orbiculatum (DC.) G.Don
- Abutilon otocarpum F.Muell.
- Abutilon oxycarpum (F.Muell.) Benth.
- Abutilon pachecoanum Standl. & Steyerm.
- Abutilon pakistanicum Jafri et Ali
- Abutilon palmeri A.Gray
- Abutilon paniculatum Hand.-Mazz.
- Abutilon pannosum (G.Forst.) Schltdl.
- Abutilon parishii S.Watson
- Abutilon parvulum A.Gray
- Abutilon pauciflorum A.St.-Hil.
- Abutilon pedatum Ewart
- Abutilon pedrae-brancae K.Schum.
- Abutilon pedunculare Kunth
- Abutilon peltatum K.Schum.
- Abutilon percaudatum Hochr.
- Abutilon permolle (Willd.) Sweet
- Abutilon persicum (Burm.f.) Merr.
- Abutilon peruvianum (Lam.) Kearney
- Abutilon petiolare Kunth
- Abutilon picardae Urb.
- Abutilon pictum (Gillies ex Hook.) Walp.
- Abutilon pilosicalyx Verdc.
- Abutilon pilosocinereum A.Meeuse
- Abutilon pilosum K.Schum.
- Abutilon pinkavae Fryxell
- Abutilon pitcairnense Fosberg
- Abutilon piurense Ulbr.
- Abutilon procerum Fryxell
- Abutilon pseudocleistogamum Hochr.
- Abutilon pubistamineum Ulbr.
- Abutilon purpusii Standl.
- Abutilon pycnodon Hochr.
- Abutilon pyramidale Turcz.
- Abutilon ramiflorum A.St.-Hil.
- Abutilon ramosum (Cav.) Guill. et Perr.
- Abutilon ranadei Woodrow et Stapf
- Abutilon reflexum (Juss. ex Cav.) Sweet
- Abutilon regnellii Miq.
- Abutilon rehmannii Baker f.
- Abutilon reventum S.Watson
- Abutilon roseum Hand.-Mazz.
- Abutilon rotundifolium Mattei
- Abutilon sachetianum Fosberg
- Abutilon sandwicense (Degener) Christoph.
- Abutilon schaeferi Ulbr.
- Abutilon schenckii K.Schum.
- Abutilon schinzii Ulbr.
- Abutilon sepalum S.A.Husain et Baquar
- Abutilon simulans Rose
- Abutilon sinaicum Mattei
- Abutilon sinense Oliv.
- Abutilon somalense Mattei
- Abutilon sonneratianum (Cav.) Sweet
- Abutilon sonorae A.Gray
- Abutilon sphaerostaminum Hochr.
- Abutilon stenopetalum Garcke
- Abutilon straminicarpum Fryxell
- Abutilon subprostratum Verdc.
- Abutilon subumbellatum Philcox
- Abutilon subviscosum Benth.
- Abutilon tehuantepecense Fryxell
- Abutilon terminale (Cav.) A.St.-Hil.
- Abutilon theophrasti Medik.
- Abutilon thyrsodendron Griseb.
- Abutilon trisulcatum (Jacq.) Urb.
- Abutilon truncatum (Cav.) G.Don
- Abutilon tubulosum (Hook.) Walp.
- Abutilon ulbrichii Fryxell
- Abutilon umbelliflorum A.St.-Hil.
- Abutilon velutinum G.Don
- Abutilon whistleri Fosberg
- Abutilon wituense Baker f.
- Abutilon wrightii A.Gray
- Abutilon xanti A.Gray